# Santa Comba
Santa Comba és un municipi de la província de la Corunya a Galícia. Pertany a la Comarca de Xallas.
| 9.075 | 9.726 | 12.061 | 11.902 | 10.704 |
| Fonts: INE i IGE (Els criteris de registre censal variaren i les dades de l'INE i de l'IGE poden no coincidir.) |       |        |        |        |

## Parròquies
| - Alón (Santa María) - Arantón (San Vicente) - Bazar (San Mamede) - Cícere (San Pedro) - Fontecada (San Martiño) - Freixeiro (San Fins) - Grixoa (San Xoán) - Grixoa de Esternande (Santa María) - Mallón (San Cristovo) | - Montouto (Santa María) - A Pereira (Santo André) - San Salvador de Padreiro (San Salvador) - Santa Comba (San Pedro) - Santa Sabiña (San Xulián) - Ser (San Pedro) - Vilamaior (Santa María) - Xallas de Castriz (San Pedro) |